# Ophiomyia kenyae
Ophiomyia kenyae este o specie de muște din genul Ophiomyia, familia Agromyzidae, descrisă de Spencer în anul 1985.
Este endemică în Kenya. Conform Catalogue of Life specia Ophiomyia kenyae nu are subspecii cunoscute.